# Systémové přístupy

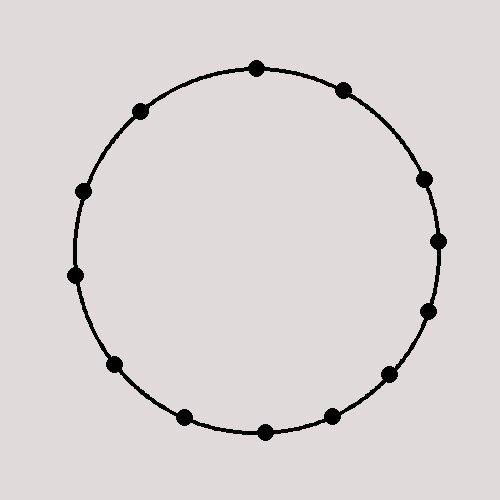
Systém a jeho interakce s okolím

Systémovým přístupem se myslí účelový způsob myšlení či řešení problémů (jednání), přičemž jsou zkoumané jevy a procesy chápány komplexně (celistvě) v jejich vnitřních a vnějších souvislostech. Metodickým cílem jeho aplikace v informačním managementu je především pochopit, vhodně formulovat a pomoci řešit zkoumaný problém, resp. jeho části, a to v kontextu organizace, vnějšího prostředí, popř. odpovídajících procesů. Jedním z klíčových pojmů systémového přístupu je pojem systém.
Systémem rozumíme účelově definovanou množinu prvků a vazeb mezi nimi, jež vykazují jako celek určité vlastnosti resp. chování.
Jednou z důležitých vlastností systému je jeho struktura - jinak řečeno jak je systém složen z jednotlivých částí. Dalším významným pojmem je okolí systému. Okolí systému tvoří prvky a systémy, které nejsou součástí systému, ale mají na něj určité vazby. Vztah mezi systémem a jeho okolím je dán vstupy a výstupy. Pomocí vstupů působí okolí na systém a naopak pomocí výstupů ovlivňuje systém své okolí. Systém bez vazeb na okolí se nazývá uzavřeným systémem. Pro management jsou však důležitější systémy otevřené tj. systémy se vstupy a výstupy.
Samotný systémový přístup zastřešuje více oborů mezi které patří např. operační výzkum, systémová analýza, systémové inženýrství, metodologie měkkých systémů, kybernetika. Pro formulaci principů obecné teorie systémů jsou typické interdisciplinární přístup, studium komplexity (složitosti) a vztahu celku a jeho částí (holismus).
Samotný termín Systémový přístup se používá již odedávna. Používal se pro řízení armád a vlád po celá tisíciletí. Teprve však průmyslová revoluce v průběhu devatenáctého a dvacátého století se tento pojem spojuje s managementem, filosofií a vědou (Whitehead 1925, von Bertalanffy 1968). Koncem 40. let přišel biolog Ludwig von Bertalanffy s myšlenkou přemýšlet o živých organismech jako o obecných systémech. Poprvé byla tato myšlenka prezentována v díle General System Theory (Obecná systémová teorie). Postupně, se zvyšující se komplexitou průmyslových procesů se stala potřeba systémového přístupu nevyhnutelná. Systémový přístup přišel na svět ve chvíli, kdy vědci a filozofové identifikovali společná témata přístupu k tomu jak řídit a organizovat komplexní systémy. (University of Washington)
Pojem systémový přístup sjednocuje jak analytické, tak i syntetické metody, zahrnující holismus i redukcionismus. Von Bentalanffy si všiml, že všechny systémy z pohledu přírodovědy jsou uzavřené – tzn. že nereagují na podněty z vnějšího světa ani žádné podněty nevysílají. Když přírodovědci vytváří model sluneční soustavy, atomu nebo kyvadla, tak předpokládají (pro zjednodušení), že všechna hmota, všechny částice a síly ovlivňující tyto systémy jsou zahrnuty v daném modelu. To znamená, že ostatní časoprostor jednoduše ignorují. Tímto zjednodušením je možno vypočítat budoucí stavy s perfektní přesností díky tomu, že známe všechny nezbytné informace. (Heylighen, 2000) Avšak Bertalanffy jako přírodovědec věděl, že takový předpoklad není možné použít pro většinu reálných úkazů. Když odloučíme živý organismus od jeho přirozeného prostředí tak rychle zahyne kvůli nedostatku kyslíku, vody a potravy. Organismy jsou otevřené systémy: nemohou přežít bez nepřetržité látkové a energetické výměny se svým okolím. Charakteristickým rysem otevřených systémů je, že vzájemně působí a interagují s ostatními systémy ve svém okolí. Toto ovlivňování má 2 složky: vstupy, tzn. vše co vstupuje do systému z okolí a výstupy – vše co ze systému odchází. Abychom mohli mluvit o vnitřku a vnějšku systému, musíme být schopni rozlišit mezi systémem samotným a jeho okolím. Systém a okolí jsou obecně rozděleny ohraničením. Například pro živý systém je tímto ohraničením pokožka. Výstup systému je obecně buď přímým nebo nepřímým výsledkem určitých vstupů. To, co vychází, musí být nejdřív přijato. Přesto však výstup je obecně docela odlišný od vstupu: systém není jen pasivní trubicí, nýbrž aktivní prvkem, který svoje vstupy zpracovává. Například jídlo, pití a kyslík jako vstupy pro živý systém jsou transformovány a následně vyloučeny jako moč, exkrementy a oxid uhličitý. Tato transformace vstupů na výstupy systémem je obvykle nazývána transformační funkcí. Tímto jsme získali všechny základní složky systémů v chápání systémové teorie
Pokud se na okolí systému podíváme podrobněji tak zjistíme, že se skládá z dalších systémů vzájemně působících s jejich prostředím. Například okolí člověka tvoří opět lidé. Pokud budeme nyní uvažovat soubor takových systémů, které mezi sebou navzájem působí, můžeme takový soubor opět považovat za systém. Například skupina navzájem interagujících lidí může tvořit rodinu, firmu nebo město. Vzájemná interakce komponent systému spojuje tyto komponenty do jednoho celku. Pokud by spolu jednotlivé části navzájem neovlivňovaly (navzájem na sebe nepůsobily), pak by celek nebyl ničím jiným než jen sumou jednotlivých částí. Avšak právě díky vzájemnému ovlivňování a působení je zde něco navíc. S ohledem na celek jsou jednotlivé části vnímány jako subsystémy. A s ohledem k částem je celek viděn jako supersystém. Pokud se na supersystém díváme jako na celek, nepotřebujeme si být vědomi všech jeho částí. Můžeme se opět jen podívat na všechny jeho vstupy a celkový výstup bez toho, abychom se zajímali o to, která část vstupů jde do kterého subsystému. Například pokud uvažujeme město, můžeme sledovat celkové množství paliva, které město zkonzumuje (vstup) a celkové znečištění (výstup) bez toho abychom věděli, kdo byl odpovědný za kterou část znečištění. Toto hledisko uvažuje systém jako černou skříňku – něco, co vstřebá (spotřebuje) vstupy a vyprodukuje výstupy bez toho abychom byli schopní vidět, co se děje mezi tím (opakem je systém, u kterého můžeme vidět vnitřní procesy – můžeme ho nazývat bílou skříňkou). Ačkoli nemusí být hledisko systému jako černé skříňky zcela postačující, v mnoha případech je tohle to nejlepší, co můžeme dostat. Například neznáme většinu procesů v našem těle. Lékaři mohou pozorovat, že pokud dají pacientovi určitý lék (vstup) bude pacient reagovat určitým způsobem (výstup) např. bude produkovat více moči. Každopádně ve většině případů mají jen malé povědomí o určitém/konkrétním mechanismu, který vede k tomuto efektu. Lék zřejmě spustí komplexní řetězec navzájem propojených reakcí zahrnujících různé orgány a části těla, nicméně jediné co může být zajištěno je konečný výsledek.